# Етносоціологія
Етносоціологія (від грецьк. ethnos — народ; латин. socius — суспільний; грець. logos — наука) — це наука, яка досліджує параметри соціальної структури народів як етносів, значимі явища культури різних етносів, взаємозв'язок змін у культурі та суспільстві, зокрема у мові, побуті, етнічних орієнтаціях, закономірності й особливості міжетнічних стосунків. У широкому розумінні терміна предмет етносоціології включає соціальні події, процеси, зв'язки, явища, які відбуваються в етнічно маркованому соціальному просторі.

## Загальний опис
Одним із головних завдань етносоціології є з'ясування механізму відтворення етнічних феноменів, їхньої взаємодії з суспільними явищами того чи іншого соціального організму, оскільки етноси завжди є складовими різних соціальних утворень. Етносоціологія є міждисциплінарною наукою, оскільки вона виникла на межі соціології та етнології (а якщо брати західну науку — на межі соціології та культурної антропології). Її предметом стали соціологічно збагненні зв'язки та відносини у середовищі етнічних спільнот як соціумів (систем) та за їхніми межами, а також зв'язки, що виникають при взаємодії одної спільноти з іншими. Етносоціологія вивчає комунікації (взаємодію та відносини) homo ethnikos (людини етнічної) та суспільства. Homo ethnikos (поруч з подібними феноменами — homo politikus — людиною політичною та homo oekonomicos — людиною економічною) — це саме ті іпостасі людини як соціального àктора, коли вона діє як представник певної етнічної спільноти.
До структури основних функціональних напрямів етносоціології належать:
- соціологія етносу як соціокультурної комунікативної системи, вивчення проблем етнічної ідентифікації та етнічної стратифікації;
- соціологія етнічних (національних) меншин та діаспор, мігрантських груп;
- соціологічне дослідження міжетнічних (міжнаціональних) конфліктів;
- вивчення проблем соціальної адаптації у різних етнокультурних середовищах;

- проблеми етнорегіоналізму та етносепаратизму, міжетнічної взаємодії.

Основними функціями етносоціології є теоретико-когністивна, прогностична, просвітницька.

## Історія
Етносоціологія як окрема галузь соціологічного знання почала формуватися у 20 30-ті рр. XX ст. у Німеччині та США. Вважається, що її початки були закладені у класичній праці В. Томаса та Ф. Знанецького «Польський селянин в Європі та Америці» (1918 р.). На території колишнього Радянського Союзу вона виокремлюється у 1960 1970-ті рр., що було пов'язано з усвідомленням необхідності адекватного проникнення у сутність суспільних явищ, зміст котрих великою мірою визначався етнічною специфікою країни чи її окремих регіонів. В Україні етносоціологія як наука формується починаючи з кінця 1980-х р. і зосереджує увагу на дослідженнях поліетнічного характеру українського суспільства; статусу українського етносу й етнічних меншин та їх взаємодії, етносоціальних процесів у їхньому середовищі; української діаспори, зокрема, взаємодії її представників з населенням країни проживання та з країною походження; міграцій, передусім умови їх інтеграції у суспільстві поселення та адаптивні можливості самих мігрантів. З середини 1990-х р. етносоціологія включена до бакалаврських та магістерських програм багатьох вузів як навчальна дисципліна. Об'єктом етносоціології виступають етнічні спільноти суспільства (етноси, нації, етнічні (національні) меншини; субетнічні групи; мігрантські групи; діаспорні спільноти тощо). Предметом етносоціології є вивчення соціальних аспектів розвитку та функціонування етнічних спільнот, взаємозв'язків особистості, що включена у ці спільноти, та її соціального середовища.

## Етносоціологічні дослідження
Етносоціологічні дослідження — дослідження, спрямовані на з'ясування сутності етнічних явищ у суспільному розвитку поліетнічної країни із застосуванням соціологічних методів. В етносоціологічних дослідженнях, у порівнянні з рештою соціологічних досліджень, існують певні особливості вибірки, обумовлені специфікою її об'єкту та предмету. При проведенні етносоціологічних досліджень, звичайно, важливо мати якнайповніше уявлення про усіх членів етнічної спільноти. Це є ідеальною, а тому важко досяжною, обставиною, оскільки тут ми стикаємося з проблемами як свідомої самоідентифікації людини, так і низкою обставин адміністративного, політико-правового та побутового характеру; а ще складніше мати справу з діаспорною (буквально «розсіяною») спільнотою, яка дійсно суттєво територіально розпорошена. Трохи простіше з діаспорами, яки мають чітку локалізацію у певних економічних нішах, специфіку виробничої діяльності, відомі способи «заробітчанства». Етнічні спільноти бувають різними за кількістю, локалізацією проживання, соціальним статусом. Їхні представники дуже рідко бувають не розпорошені територіально та статусно у певному суспільстві, — а, зазвичай, етносоціологічні дослідження починаються «від меншин», бо саме останні (у співвідношенні з провідним етносом) і формують комплекс етносоціальних проблем. У тій ситуації, коли не можна мати «повний список», етносоціологи чинять так само, як і звичайні соціологи, намагаючись сформувати вибірку, найбільш репрезентативну щодо відомих параметрів етнічної спільноти. Існують загальнодержавні переписи населення, які інформують дослідника про загальну кількість членів етнічної групи в країні, дещо про їх концентрацію по регіонах, імовірно, про їхній рівень освіти або житлові умови. Будь-яка подальша конкретизація — доля і завдання дослідника-етносоціолога. Коли справа не йде про дослідження у середовищі компактно розселеної (чітко географічно локалізованої) етнічної групи, то етносоціолог вишукує своїх респондентів, відбираючи їх з решти людей, які не належать до визначеної етнічної спільноти. Тому найчастіше етносоціологи мають справу не з власне вибіркою, а з цілеспрямованим відбором респондентів.
Методами відбору респондентів певної національності (етнічності) такі: метод «фільтра». За цією методикою опитується більш широкий масив, аніж потрібно для вирішення конкретного завдання дослідження. Частина питань задається тільки представникам етнічної спільноти, яка є об'єктом конкретного етносоціологічного дослідження. «Фільтром» тут є питання про національну (етнічну) належність. Кінцева вибірка формується не до, а після проведення опитування. Власне масив тих, хто опитується, поділяється на дві підвибірки: основну (тільки представники даної етнічної спільноти) і додаткову, тобто ті, хто попав у попередню вибірку, але не належить до етнічної спільноти, яка досліджується. Порівняння результатів з обох масивів, або лише результати опитування «відфільтрованих» і є у даній ситуації матеріалом для етносоціологічного аналізу.

### Етносоціологічні дослідження в Україні
В Україні такий метод етносоціології застосовуються при дослідженні етнічних спільнот, що мешкають у міських агломераціях та індустріально-урбанізованих регіонах; метод снігового кому («snowball») застосовується тоді, коли етнічна спільнота чисельна і розселена компактно у рамках одного населеного пункту. Формування вибірки у цьому випадку починається з вибору кількох «стартових точок», «стартових персон». Найкраще формувати вибірку методом снігового кому через товариства, центри, національні школи тощо. Ця ситуація є більш зручною для дослідника, у порівнянні з першою, бо тут дослідження здійснюється переважно в ареалах компактного проживання етнічних спільнот. До таких у нас відносяться історично стабільні і географічно локалізовані етнічні групи: угорці, румуни, гагаузи, молдавани, болгари при їхній локалізації в аграрних регіонах традиційного проживання, частково білоруси, греки, поляки, росіяни, кримські татари та інші, які мешкають невеликими громадами, сполучаючи компактне проживання з розпорошеністю; метод відбору за непрямими ознаками, тими, що пов'язані з національністю (етнічністю), наприклад, за прізвищем, зокрема, у списках, підготовлених до чергових виборів. Цей метод, маючи короткотермінові та технічні переваги, має найбільші проблеми у сенсі репрезентативності та повноти вибірки, бо не враховує аспект самоідентифікації громадян. Наприклад, людина з російським прізвищем може вважати себе генетичним і свідомим українцем — і навпаки. Процеси потужної асиміляції українців росіянами в Росії і українцями росіян в Україні доводяться порівнянням результатів останніх переписів населення. Тому застосування цього методу більш плідне у ситуації помітної етнокультурної дистанції та належності етнічних груп, які досліджуються, принаймні, до різних мовних родин, що передбачає більш помітні бар'єри для асиміляції (наприклад: українці та угорці, українці та румуни), бо у межах східнослов'янського середовища він є непродуктивним. Особливості опитування пов'язані з тією концепцією етносу, яка приймається у даній програмі. Головна методологічна проблема — подолання міжкультурної дистанції між дослідником і об'єктом дослідження. Джерельну базу етносоціологічних досліджень складають: переписи населення, які містять питання про національність або етнічність, рідну мову або мову спілкування; поточний облік населення, який містить особисті характеристики представників тих чи інших етнічних спільнот; архіви відділів ЗАГС (РАГС); картотеки паспортних столів; домові та господарські книги; відомчі джерела; опубліковані матеріали: довідково-енциклопедичні та історичні; статистичні збірники, результати попередніх соціологічних досліджень та моніторингів; матеріали до історії та сучасного стану етнічних спільнот; відомості про національно-культурні товариства; періодична преса та художня література.
Ключовим компонентом етносоціологічних досліджень є їх програма — наукова робота теоретичного характеру: від неї залежить цілеспрямованість дослідження, можливість отримання науково значущих, достовірних результатів.
Програма включає: формулювання проблеми дослідження; визначення його цілей та завдань; операціоналізація понять; гіпотези, які варто перевірити; визначення об'єктів дослідження; визначення одиниць дослідження (вибірка); розробку методичних засобів збору інформації; прийоми аналізу і узагальнення матеріалів (процедури соціологічного дослідження). Структура дослідницького поля етносоціології. Окреслені нижче теми визначають саму структуру дослідницького поля етносоціології, як, зрештою, і структуру цієї науки у контексті її розвитку, передусім в українському суспільстві: теоретичні проблеми етносоціології пов'язані з розробкою методологічних та концептуальних засад формування та розвитку науки, методів етносоціологічних досліджень, термінів та понять, які можуть застосовуватися в етносоціології, моделі взаємодії етносоціології з іншими соціогуманітарними науками; етнонаціональна структура та етнічна динаміка населення поліетнічних суспільств, з особливим акцентом на вплив на неї етнодемографічих чинників — міграцій; етнічність як етнокультурне та соціальне явище, що включає етнічну ідентифікацію та ідентичність, етнічне відродження, етнічну ментальність, етнічні стереотипи та етнічні автостереотипи, етнічну мову, етнічні маркери сучасних суспільств та процесів; трансформаційні процеси, які відбуваються під впливом взаємодії етнічних явищ з явищами соціальними, такі як маргіналізація, міжетнічна конфліктність, асиміляція, адаптація тощо; етносоціальний простір поліетнічного суспільства, його динаміка під впливом сучасних міграційних процесів, етнополітики та інших об'єктивних й суб'єктивних факторів; етнокультурний простір та функціонування у ньому культур компонентів етнонаціональної структури суспільства з врахуванням взаємин поліетнічної країни з іншими країнами, передусім, із країнами походження різних компонентів етнонаціональної структури суспільства; етнолігвістичний простір й функціонування та взаємодія у ньому мов як одного з основних етнічних маркерів людських спільнот; глобальні міграції та глобальні діаспори, зокрема процеси формування нових етнічних спільнот та їх вплив на динаміку світового порядку; етнополітичний менеджмент у поліетнічних суспільствах: компаративний аналіз та побудова моделей етносоціального розвитку, які в силу природи зазначеного структурного компонента проблемного поля етносоціології творяться на стиці етносоціології та етнополітології.